# Gesloten variëteit
In de topologie, een deelgebied van de wiskunde, is een gesloten variëteit een type topologische ruimte, te weten een variëteit, die compact is en geen begrenzing heeft. Wanneer het geval zich voordoet, dat begrenzingen niet mogelijk zijn, is iedere compacte variëteit ook een gesloten variëteit. 
Het eenvoudigste voorbeeld is een cirkel, een compacte een-dimensionale variëteit. Twee tegenvoorbeelden zijn de reële  lijn, die geen gesloten variëteit is omdat de reële lijn niet compact is, en een schijf, een compacte twee-dimensionale variëteit, die niet is gesloten omdat een schijf een begrenzing heeft.  